# Stefan Lubomirski
Stefan Andrzej Lubomirski, né le 5 mai 1862 à Doubrowna, mort le 5 juin 1941 à Cracovie. Prince polonais de la famille Lubomirski.

## Biographie
Il est le fils d'Eugeniusz Adolf Lubomirski (1825-1911) et de Róża Zamoyska.
Le 12 décembre 1919, il participe à la création du Comité national olympique polonais et en devient le premier président, poste qu'il occupe jusqu'en 1921 pour devenir membre du siège du CIO en Suisse.
En 1932, il reçoit la croix d'officier de l'ordre d'Orange-Nassau, en 1933, l'ordre du Mérite hongrois de deuxième classe, et en 1937 l'ordre d'honneur olympique allemand de deuxième classe.
Il est mort au cours de la Seconde Guerre mondiale, le 5 juin 1941 à Cracovie.

## Mariage
Il épouse Natalia Zamoyska. Ils ont pour enfants:
- Hieronim
- Tomasz
- Władysław
- Natalia
- Krystyna.

## Sources
- VIAF
- Pologne
- NUKAT

- (pl) Cet article est partiellement ou en totalité issu de l’article de Wikipédia en polonais intitulé « Stefan Lubomirski » (voir la liste des auteurs).